# ジェローム・バルク

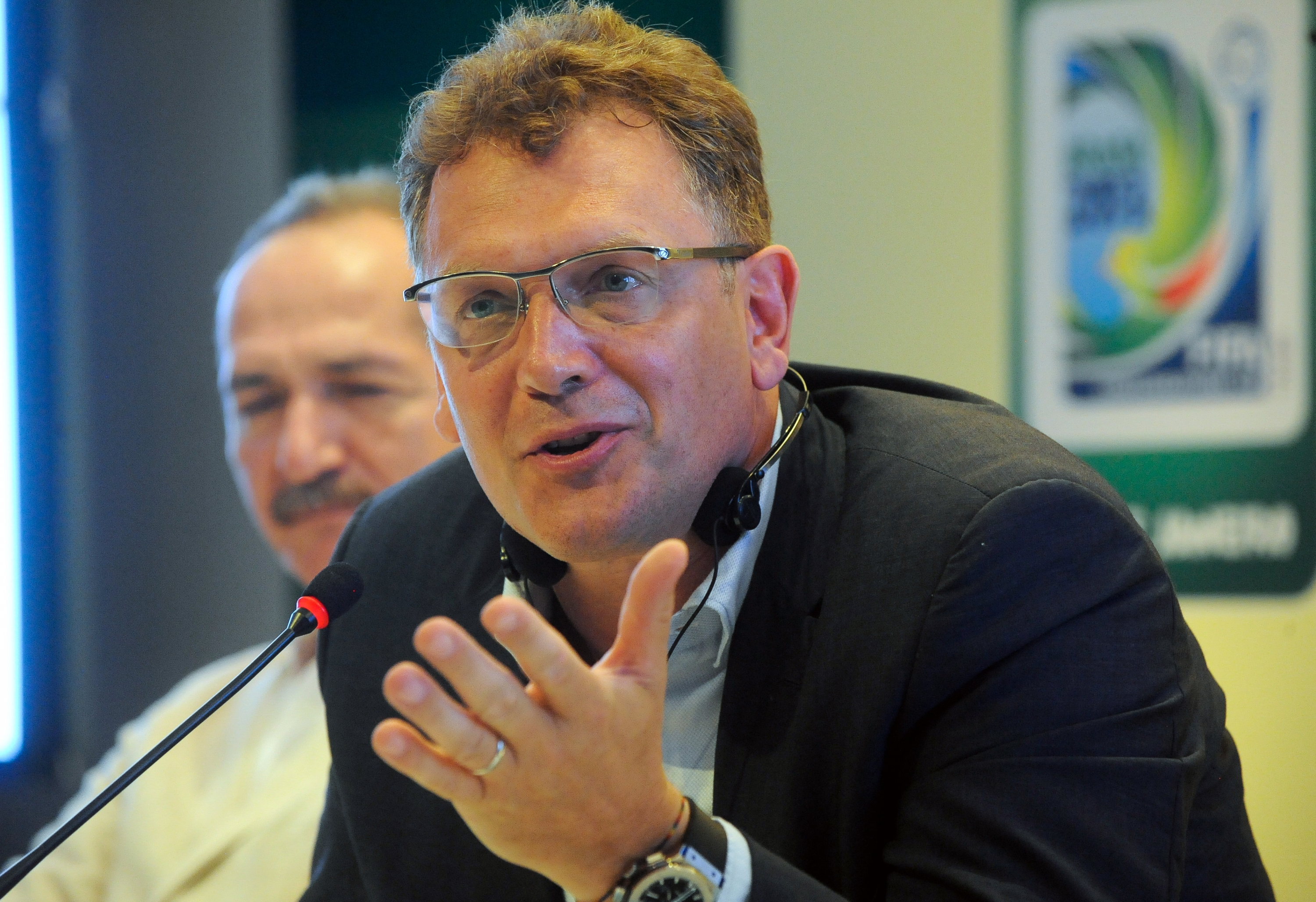
バルク（2013年）

ジェローム・バルク（Jérôme Valcke、1960年10月6日- ）は、フランス国籍の元国際サッカー連盟（FIFA）事務局長。

## 経歴
バルクはフランスのTV局Canal+にジャーナリストとして雇われていた。1991年から1997年まで、バルクはスポーツ副部長の役職に付いた。1997年、Sport+スポーツ局の最高経営責任者（CEO）の地位を引き継ぎ、2002年まで務めた。2002年から2003年まで、バルクはスポーツ権利エージェンシーSportfiveの最高執行責任者（COO）として本部のジュネーヴで働いた。2003年の夏、バルクはチューリッヒの国際サッカー連盟（FIFA）に移り、マーケティングおよびTV部門長の地位に付いた。2007年6月27日のFIFAの理事会会合において、バルクはFIFA会長ゼップ・ブラッターによる提案で新たな事務局長に任命され、2007年6月11日に辞任したウルス・リンジの後任に選出された。2007年6月11日から27日まで臨時事務局長を務めたMarkus Kattnerは副事務局長に任命された。Kattnerは2003年から財政部門長としてFIFAに務めていた。バルクは1956年以来初めてのスイス生まれ以外のFIFA事務局長である。
第一言語であるフランス語に加えて、バルクは英語、ドイツ語、スペイン語を話す。

## 不祥事
FIFAが長年のパートナーとのマスターカードとの合意が存在するにもかかわらず、ライバル企業のVISAとのスポンサー合意の交渉を行ったことでマスターカードの第一優先交渉権を侵害したとして訴えられた裁判で、バルクはマーケティング部門長としてニューヨーク連邦地裁で2004年の夏に有罪とされた。これによって2006年12月にバルクはFIFA会長のブラッターによって解任されていたため、新たなFIFA事務局長にバルクが任命されたことは一部の専門家を驚かせた。この裁判のため、FIFAは6千万米ドルの罰金を科された。
2011年5月30日、FIFA理事会の一員であるジャック・ワーナー（当時倫理違反に関する捜査中で職務停止中）は、カタールが2022年FIFAワールドカップの開催権を「買った」ことを示唆するバルクからの電子メールを漏洩した。バルクはその後、収賄疑惑を否定する声明を出した。カタール当局もまたいかなる不正をも否定した。
ワールドカップ放映権の不正販売などの疑惑が浮上し、2015年8月にFIFAから暫定的な資格停止処分を受け、2016年1月13日には事務局長を解任された。2016年2月12日、FIFAの倫理委員会は、バルクに12年間の活動停止処分と罰金10万スイスフランを科すと発表した。

2020年10月31日、スイスの連邦裁判所は、サッカーのワールドカップ放送権を巡る汚職に絡んだ文書偽造の罪でバルクに対し執行猶予付きの有罪判決を言い渡した。検察は判決を不服と控訴した。2022年6月24日、控訴裁判所は文書偽造に加え収賄の罪についても有罪を言い渡した。